# Garnaudia elegans
Garnaudia elegans är en svampart som beskrevs av Borowska 1977. Garnaudia elegans ingår i släktet Garnaudia, divisionen sporsäcksvampar och riket svampar.   Inga underarter finns listade i Catalogue of Life.